# Pierre Niney
Pierre Niney   (Boulogne-Billancourt, 13 de març de 1989) és un actor francès. Va debutar com a actor a la minisèrie La dame d'Izieu el 2007, treball seguit de pel·lícules com LOL (Laughing Out Loud) (2008), L'Armée du crime (2009), Tímids anònims (2010) i Comme des frères (2012). El 2014, va protagonitzar el biopic del dissenyador de moda Yves Saint-Laurent, pel qual va guanyar un premi César al millor actor. També va coescriure i protagonitzar la minisèrie de comèdia de Netflix Fiasco (2024) i va interpretar a Edmond Dantès a El comte de Montecristo (2024).

## Trajectòria
Niney va néixer a la ciutat de Boulogne-Billancourt, al departament dels Alts del Sena. La seva família és d'origen jueu sefardita i catòlica. El seu pare, François Niney és professor de cinema a l'École normale supérieure, La Fémis i l'Institut d'Estudis Polítics de París. La seva mare va néixer a Bèlgica i és autora de manuals recreatius.
Niney va estudiar a l'escola francesa de teatre Cours Florent el 2007. Va debutar com a actor a la minisèrie televisiva de dues parts La dame d'Izieu l'any 2007, seguida de pel·lícules com LOL (Laughing Out Loud), L'Armée du crime, Tímids anònims i Comme des frères. L'octubre de 2010, als 21 anys, Niney es va convertir en el membre més jove de la Comédie-Française.
El 2014, Niney va protagonitzar el dissenyador de moda Yves Saint-Laurent al biopic homònim dirigit per Jalil Lespert, pel qual va guanyar un César al millor actor. El 2024, Niney va interpretar Edmond Dantès a la pel·lícula El comte de Montecristo, i també va protagonitzar Fiasco, una minisèrie de comèdia de set capítols que va coescriure amb Igor Gotesman per a Netflix.
Des del 2008, Niney manté una relació amb l'actriu i fotògrafa australiana Natasha Andrews, amb qui té dues filles, nascudes el 2017 i el 2019, respectivament.